# Encyclopedia of Life
A Encyclopedia of Life (EOL) (Em português: Enciclopédia da Vida) é um projeto de enciclopédia online, que tem como proposta ser uma fonte de referência especializada. A edição e inclusão de imagens, vídeos e som será realizada por colaboradores especialistas e não-especialistas, incluindo pesquisadores contratados para discriminar cada espécie conhecida no planeta Terra. O projeto não permitirá contribuições diretas dos usuários, como ocorre com a Wikipédia.

## Colaboradores
- Universidade de Harvard
- Laboratório Biológico da Marinha dos Estados Unidos
- Missouri Botanical Garden
- Smithsonian Institution
- Royal Botanic Garden da Inglaterra.